# Apterostigma dorotheae
Apterostigma dorotheae é uma espécie de inseto do gênero Apterostigma, pertencente à família Formicidae.